# Königswartha
Königswartha är en kommun och ort i Landkreis Bautzen i förbundslandet Sachsen i Tyskland. Kommunen har cirka 3 400 invånare.